# 纳耶巴拉德瓦尔
纳耶巴拉德瓦尔（羅馬化：Naya Baradwar），是印度恰蒂斯加尔邦金杰吉尔-坚巴县的一个城镇。

## 人口
根据2011年的印度人口普查，纳耶巴拉德瓦尔的人口为10,262人。男性占总人口的51%，女性占49%。纳耶巴拉德瓦尔的平均识字率为66%，高于全国平均水準（59.5%）：男性识字率为77%，女性识字率为55%。在纳耶巴拉德瓦尔，14%的人口年龄在6岁以下。